# ريوجي أمانو
ريوجي أمانو (باليابانية: 真野 亮二) (12 أكتوبر 1990 في طوكيو في اليابان – )؛ هو لاعب كرة قدم ياباني سابق كان يلعب كمهاجم.

## وصلات خارجية
- ريوجي أمانو على موقع رابطة كرة القدم اليابانية للمحترفين (اليابانية)